# Frederiksstad
 Ikke at forveksle med Fredrikstad og Frederiksstaden.
Frederiksstad (tysk Friedrichstadt) er en by i det nordlige Tyskland under Kreis Nordfriesland i delstaten Slesvig-Holsten med cirka 2.500 indbyggere [kilde mangler]. Byen i den sydvestlige del af Sydslesvig ligger direkte ved udmundingen af Trenen i Ejderen og minder med sin retvinklede gadestruktur, kanaler og mange huse i nederlandsk renæssancestil om en typisk hollandsk by. Grunden er, at byen i 1600-tallet blev bygget af tilflyttede nederlandske religiøse flygtninge, som blev kaldt til Sydslesvig af den gottorpske hertug Frederik 3. I dag findes stadig flere trossamfund i den lille by: tyske og danske protestanter, katolikker og nederlandske mennonitter og remonstranter. Der er dog ingen jødiske, unitariske eller kvækeriske menigheder i byen længere. På grund af de mange religionssamfund i byen blev Frederiksstad også kaldt toleranceby.

## Beliggenhed
Byen ligger midt i marsken på en banke mellem Ejderen og dens biflod Trene, hvor denne udmunder i Ejderen, og som omflyder byen med sine arme og gennemskærer den med flere kanaler. Byen blev anlagt i en næsten regelmæssig firkant, og de snorlige gader kom til at skære hinanden i rette vinkler. Den fik et hollandsk præg med sine mange gavlhuse og sine kanaler, langs hvilke der ligesom i de ydre gader var plantet lindetræer.

## Historie

### Grundlæggelse og tiden under hertugen af Gottorp
Grundstenen til byens første hus blev lagt i 1621 efter ordre fra hertug Frederik 3., der regerede i de gottorpske dele i Slesvig og Holsten. Hertugen ville midt under Trediveårskrigen skabe en stor handelsby efter merkantilistiske principper, der kunne konkurrere med storbyen Hamborg. De første indbyggere var hollandske remonstranter og mennonitter, som han gav religionsfrihed og toldfrihed i 20 år. Mange af dem var velhavende handelsmænd og håndværkere. Frederiksstad blev bygget efter nederlandsk forbillede med kanaler (gracht), gavlhuse og en retvinklet byplan. Det fremgår af byplanen, at byen var tænkt som storby. I de første år var nederlandsk officielt sprog i Frederiksstad. Frederik 3. forsøgte også at hente sefardiske jøder fra Den iberiske Halvø, men det forhindrede en handelsaftale med Spanien. I 1675 begyndte ashkenaziske jøder fra Tyskland og Østeuropa at flytte til den sydslesvigske by.
Byen fik flere kirker: Den luthersker kirke blev påbegyndt 1644 og indviet 1649. Den remonstrantisk-reformerte kirke blev bygget 1624-25. En synagoge blev opført i 1648 (senere nedbrudt og en ny opført 1847).

### Under den danske konge
Hertugens plan om at opbygge en stor handelsby mislykkedes. Efter den Store Nordiske Krig forenedes Sønderjyllands gottorpske dele igen med de kongelige dele, og Frederiksstad kom for første gang direkte under den danske konge. Også under den danske krone bevarede byen sin unikke position som et af de få steder med religionsfrihed i det lutherske Slesvig.
I 1785 åbnedes Ejderkanalen, hvilket forøgede Ejderens betydning som transittransportvej.
Byens mest prominente flygtning blev i 1796 hertugen af Orleans. Hertugen var flygtet under den franske revolution og fandt blandt andet eksil i det slesvigske Frederiksstad. Han boede på Neberhusets overste etage ved Mellemborggraven og arbejdede en tid som huslærer. I 1830 besteg han som Ludvig-Filip af Frankrig den franske trone.
I årene 1798-1802 fandtes to skibsbygmestre i byen.
De hjemmehørende handelsskibes antal og læstedrægtighed fremgår af nedenstående tabel:
| År   | Antal | kmcl |
| ---- | ----- | ---- |
| 1832 | 49    | 533½ |
| 1833 | 51    | 584½ |
| 1834 | 51    | 582  |
| 1835 | 37    | 438½ |
| 1836 | 39    | 451½ |
| 1837 | 42    | 475½ |
| 1838 | 40    | 405  |
| 1839 | 47    | 569¾ |

Byens udenrigshandel var for importens vedkommende begrænset til varer til selve byen og dens nærmeste opland: forbrugsartikler samt råstoffer til byens fabrikker. Eksporten bestod fortrinsvis i korn, raps, hestebønner, skind, huder, oliekager og heste. Skibsfarten var i 1862: 353 indgående fartøjer med 2.861½ kommercelæsters drægtighed, udgået 287 fartøjer med 2.121½ kommercelæsters drægtighed. I udenlandsk fart indkom 53 fartøjer med 1.299¼ kommercelægters drægtighed og afsejlede 64 fartøjer med 1.309¾ kommercelæsters drægtighed. Ved toldstedet var i 1863 hjemmehørende 67 skibe med i alt 1.274 commercelæsters drægtighed.
Befolkningsudviklingen var såre beskeden i 1800-tallet: i 1803 2.207 indbyggere, i 1835 2.238, i 1840 2.272, i 1845 2.467, i 1855 2.449 og i 1860 2.347 indbyggere.
Byen var i 1800-tallet hjemsted for toldforvalteren, med toldpakhus, slusevogter og bolig for digeopsynsmanden (byen havde 2 sluser). I byen fandtes stadskolen og den lutherske borgerskole, rådhus, flere kirkelige bygninger og arbejds- og fattighus.
Den største tragedie i byens historie var Stormen på Frederiksstad i oktober 1850. Midt under Treårskrigen indledte slesvig-holstenerne et stort bombardement af Frederiksstad, og en stor del af byen blev skudt i brand. Stormen på byen blev krigens sidste større slag. Byen forblev på danske hænder indtil den 2. slesvigske krig i 1864.

### Under Preussen
Med etableringen af en ny baneforbindelse på vestkysten blev der i 1887 bygget en ensporet svingbro over Ejderen. Hele svingbroens længde er på 415 meter.
Byen kom til at ligge ved den vestlige længdebane ned til Hamborg og ligeledes med jernbaneforbindelse med byen Slesvig.
Byen havde i december 1910 ca. 2.600 indbyggere. I byen blev drevet nogen handel og industri, således i svovlsyre, sæbe, parfume, sennep, læder, træ m.m., samt flod- og kystfiskeri.

## Kirker og kirkesamfund
Den lutherske Sankt Christophoruskirke er opført som en étskibet salskirke i 1600-tallet. Kirken er til dels opført af sten fra en ejdersluse. Prædikestolen fra 1600 er et træskærerarbejde fra Hinrich Ringerincks værksted i Flensborg. Den sengotiske marmordøbefont er fra 1400-tallet. Både prædikestolen og døbefonten stammer fra den i 1634 sunkne kirke på den nordfrisiske ø Strand. Alterbilledet blev malet og skænket af Jürgen Ovens i 1675. Maleriet viser tydeligt Rembrandts og van Dycks indflydelse. Tårnet blev bygget af granit i 1762. Den ældste af de tre kirkeklokker, støbt i 1624, stammer også fra Strand. Bagved kirken findes grave for 24 danske soldater fra kampene ved Frederiksstad i 1850. Her holdes gudstjeneste hver søndag.
Den katolske Sankt Knuds Kirke fra 1854 er opkaldt efter den danske konge Knud 4., og han er kirkens skytshelgen. Dele af inventaret er ældre. Der findes et gotisk kors fra 1230, en stående kristusfigur i barokstil og apostelfigurer fra midten af 1600-tallet. Kirken blev i 2003 profaneret. Katolikkerne holder gudstjeneste en gang om måneden.
Byens ældste kirke er Remonstrantkirken fra 1624 med det karakteristiske 38 m høje tårn. Efter det slesvig-holstenske bombardement i 1850 blev kirken genopbygget i 1852-54. Kirkerummet er uden nogen form for udsmykning. Frem til 1885 var kirkesproget udelukkende nederlandsk. Bagved kirken ligger byens remonstrantiske kirkegård. Remonstranterne holder gudstjeneste en gang om måneden. Remonstrantkirken er dette trossamfunds eneste kirke uden for Nederlands grænser.
Mennonitterkirken ligger ved siden af Den gamle Mønt. Den tårnløse kirke er opført i 1626. Kirkerummet er lige som remonstranterkirken uden nogen form for udsmykning. Bag ved kirken ligger byens mennonitiske kirkegård. Indtil 1708 var Frederiksstads mennonitter (også dåbssindede) splittet i en frisisk, flamsk, waterlandsk og højtysk menighed. Den forenede menighed havde i 1700-tallet op til 400 medlemmer. Mennonitterkirken bruges nu både af mennoniterne og den lokale danske menighed. Her holdes dansk gudstjeneste hver søndag.
Den jødiske synagoge ved indhavnen blev brændt ned i krystalnatten (pogromnat) i november 1938, men er genopført. Synagogen fungerer i dag som kulturhus. Det gulmurede teglstenshus rummer desuden en udstilling om den jødiske menigheds historie. Den jødiske menighed var undertiden byens næststørste trossamfund og en af de største jødiske menigheder i Danmark. De fleste af byens jødiske indbyggere omkom i Holocaust.
I 1662/1663 kom der også mange unitariere (socinianer) fra Polen (Polske Brødre) til byen. De var flygtet på grund af den polske modreformation og søgte nu et sted, hvor de kunne leve frit og uden frygt for forfølgelse. De polske antitrinitariere fik understøttelse af byrådet og købte et forsamlingshus på sydsiden af Mellemborggraven, men allerede i 1663 måtte de på grund af en mandat af hertug Christian Albrecht igen forlade byen .
I gamle tider havde også kvækerne, radikale pietister, svenske separatister og andre små trosamfund til huse i Frederiksstad. Kvækernes forsamlingshus i Vesterhavngade 14 blev opført i 1677 efter tilskyndelse af William Penn. Prominente gæster var Georg Fox og Peter den Store. Huset blev ødelagt under Stormen på Frederiksstad i 1850. Der var også planer om at hente franske hugenotter til byen og danne en fransk-reformert menighed (som i Fredericia), hvilket dog ikke lykkedes .

## Seværdigheder
Der er to museer i byen.
- Byens museum Den Gamle Mønt (Alte Münze) har til huse i et gammelt magasin fra 1626 ved Mellemborggraven. Der fortælles om beboernes og handelens vilkår i Frederiksstad siden byens grundlæggelse. Folk i byen regnede med, at de ville blive tildelt møntmonopolet, deraf stammer navnet Gammel Mønt. Fra museets udstillingsrum kan besøgende kigge ind i mennonitternes bedesal, som befinder sig i den bagerste del af bygningen.
- Det femgavlede Hus ved Fyrsteborgvold (Am Fürstenburgwall) huser et kunstgalleri med værker af nordtyske kunstnere og kunsthåndværkere.

Torvet i Frederiksstad er omkranset af huse med trappegavle, opført af nederlandske købmænd 1870-1890. På Torvet står også bybrønden med det nygotiske brøndhus, som blev tegnet og skœnket til byen af Heinrich Rohardt i 1879. På brøndhusets frontside er fire ordsprog af den platttyske digter Klaus Groth. Ved torvet står byens nye rådhus fra 1910. Paludanushuset i Prinsensgade blev opført i 1637 af vinhandleren Godefridus Paludanus og er i dag som forsamlingshus for byens danske foreninger. Over for Paludanushuset ligger Dobbeltgavlhus fra 1624. Skråt over for remonstrantkirken ligger Kettererhus fra 1626-1629. Det ejes nu af den remonstrantiske prœst. Navnet Ketterer stammer fra en urmagerfamilie fra Schwarzwald, som boede i huset fra 1824 til 1924. Andre seværdigheder er det tidligere pakhus Den sorte Ganger i Vesterhavngade (Westerhafenstraßee) eller Remonstranthuset. Bemærkelsesværdige er byens mange husmærker.
Den gamle jødiske kirkegård i byens nordlige bydel blev oprettet i 1677 af den jødiske menighed. Gravstenene står i dag omkring en mindetavle.

## Bomærker
Frederiksstad er kendt for de mange bo- eller husmærker, som findes på talrige bygninger i indrebyen. I stedet for husnumre var husene forsynet med tegn og ikoner, som henviste ofte til beboernes erhverv eller navn. Det kan også være religiøse motiver eller dyr.
- En frø, ved Torvet
- Træsko (patiner), i Prinsessegade
- Vin, på Paludanushuset
- Mølle, ved Torvet
- Posthorn og Frederik VI's monogram, måske et tidligere dansk postholderi, Ved Mellemborggraven 32

## Galleri
- Ensemble af huse med kamtakkede gavle på torvets vestside
- Grøften (Mellemborggraven)
- Paludanushuset
- Remonstrantkirken
- Mennonitterkirken
- Luftfoto af byen
- Den fredede Ejderbro fra 1916 forbinder Frederiksstad i Sydslesvig med Sankt Annen i Ditmarsken